# Maclura tricuspidata
Maclura tricuspidata es un árbol nativo de Asia Oriental, ocasionalmente cultivadas por sus frutos, algo similar a la morera (Morus sp.). También es conocido por los nombres comunes maclura china, cudrang, zhe o che (en chino, 柘; pinyin, zhè), mandarin melon berry, silkworm thorn, y Chinese mulberry (pero no debe confundirse con Morus australis también conocida con ese nombre en inglés).

## Descripción
Arbustos a árbol pequeño dioico caducifolio, a menudo espinosos, crece hasta 6 m de alto. Los árboles jóvenes son espinosos, pero pierden sus espinas cuando maduran. Los árboles hembras son más altos y robustos que los machos.
Hojas coriáceas ovadas u obovadas, enteras o trilobadas en la punta; las hojas alternas de color verde amarillento se parecen a las de la morera, pero son más pequeñas, más delgadas y pálidas. 
Floración en verano, flores dioicas, inflorescencias axilares; Ambos tipos de flores son verdes y de tamaño pequeño. Las flores masculinas se vuelven amarillas a medida que el polen madura y se libera, mientras que el viento poliniza las flores femeninas que desarrollan numerosos pequeños estigmas en la superficie de los frutos inmaduros. Los árboles masculinos a veces tienen algunas flores femeninas, que dan fruto.
Fruto comestible, compuesto subglobular de color rojo, de unos 25 mm de diámetro. Al igual que en las moreras, el fruto no es una baya sino un conjunto de frutos. Su carne jugosa es firme y relativamente insípida, aunque algunos cultivares pueden resultar bastante deliciosos. Contiene de 3 a 6 semillas pequeñas. Cuando el fruto está maduro, adquiere un sabor a sandía. Un tono oscuro de rojo con algo de oscurecimiento de la piel es una buena indicación de madurez total. El contenido de azúcar es similar al de un higo maduro.

## Distribución y hábitat
Esta naturalizada en Japón hace muchos años. El árbol se introdujo en Inglaterra y otras partes de Europa en torno a 1872, y en los EE. UU. alrededor de 1930. Es resistente a la zona 7 del USDA. Esta especie prefiere suelos fértiles, frescos, arenosos o arcillosos con buen drenaje. También es compatible con suelos pobres, ácidos, neutros o básicos. Requiere una exposición brillante pero tolera bien el viento

## Uso
Con el fruto se pueden realizar diversas preparaciones, como mermeladas. 
En China, las hojas sirven como una alternativa a la comida para los gusanos de seda cuando las hojas de morera son escasas.
La infusión de la madera se usa para tratar el dolor de garganta o ciertos problemas oculares. La corteza interior y la madera se utilizan en el tratamiento de la malaria y la menorragia. La raíz es galactogénica y también se utiliza en el tratamiento de la amenorrea. 
La madera, de grano fino, se utiliza para la fabricación de herramientas. De ella igualmente se obtiene un tinte amarillo, y a corteza se utiliza para hacer papel.